# Hjalmar Borgstrøm
Hjalmar Jensen, né le 25 mars 1864 à Christiania où il est mort le 5 juillet 1925, est un compositeur et critique musical norvégien, connu comme Hjalmar Borgstrøm.

## Biographie
Après des leçons privées de piano et de violon, Hjalmar Borgstrøm intègre en 1881 le Conservatoire d'Oslo, où il apprend le violon, la composition et la théorie avec Johan Svendsen jusqu'en 1883. De 1883 à 1887, toujours au Conservatoire, il étudie la composition avec Ludvig Mathias Lindeman (en) et l'instrumentation avec Ole Olsen.
De 1887 à 1889, il parfait son apprentissage de la musique au Conservatoire de Leipzig. Il séjourne ensuite à Berlin (et encore à Leipzig) de 1890 à 1903 (étudiant également à Londres et Paris durant cette dernière période).
Revenu en Norvège, il est critique musical au Verdens Gang de 1907 à 1913, puis à l’Aftenposten de 1913 jusqu'à sa mort en 1925, à 61 ans.
Le catalogue de ses compositions (d'un romantisme tardif) comprend notamment des pièces pour piano, de la musique de chambre (dont un quintette avec piano), deux concertos (l'un pour piano, l'autre pour violon), cinq poèmes symphoniques, deux symphonies, deux opéras et des lieder pour voix et piano.

## Compositions (sélection)
On peut trouver beaucoup d'informations à partir de la liste des œuvres sur la page Hjalmar Borgstrøm en néerlandais.

### Pièces pour piano
- 1884 : Polka-caprice op. 1
- 1889 : 6 pièces op. 3
- 1900 : 3 pièces op. 10
- 1906 : Vaarbrud en Drikkevise, 2 pièces op. 18
- 1908 : Poetiske tonebilleder, 6 miniatures op. 20

### Musique de chambre
- 1891 : Quatuor à cordes en ut majeur op. 6
- 1906 : Sonate pour violon et piano en sol majeur op. 19
- 1919 : Quintette pour piano et cordes en fa majeur op. 31

### Musique pour orchestre
- 1890 : Symphonie no 1 en sol majeur op. 5
- 1901 : Romance pour violon en mi majeur op. 12
- 1903 : Hamlet, poème symphonique op. 13 (avec piano)
- 1904 : Jesus i Gethsemane, poème symphonique op. 14 ; John Gabriel Borkman, poème symphonique op. 15
- 1905 : Die Nacht der Toten, poème symphonique op. 16
- 1910 : Concerto pour piano en ut majeur op. 22
- 1910 : Sørgemarsch til minde om Johan Selmer (Marche funèbre à la mémoire de Johan Selmer), Op.23
- 1912 : Symphonie no 2 en ré mineur op. 24
- 1914 : Concerto pour violon en sol majeur op. 25
- 1916 : Tanken, poème symphonique op. 26

### Musique vocale
- 1889 : Hvæm er du med de tusene navne, cantate pour baryton, chœurs et orchestre op. 4
- 1894 : Thora på Rimol, opéra op. 7
- 1896 : 5 lieder pour voix et piano op. 8
- 1900 : Fiskeren, opéra op. 9
- 1917 : Reformasjonskantate (cantate de la réformation) pour solistes, chœurs et orchestre op. 28
- 1918 : 3 lieder pour voix et piano op. 29 ; 9 lieder pour voix et piano op. 30